# Midland Oak

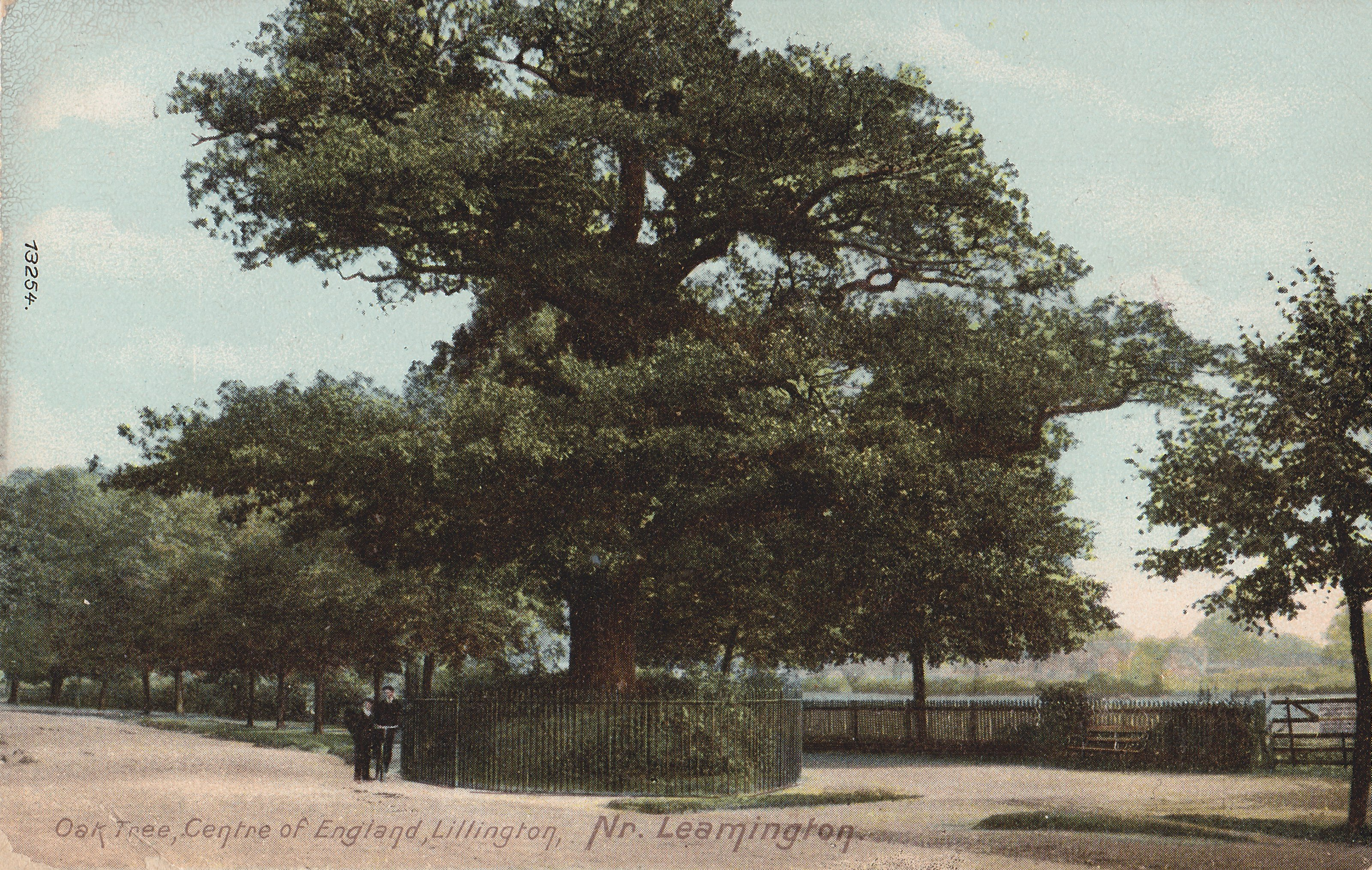
El viejo roble de Leamington Spa, que según una tradición popular marcaba el centro geográfico de Inglaterra

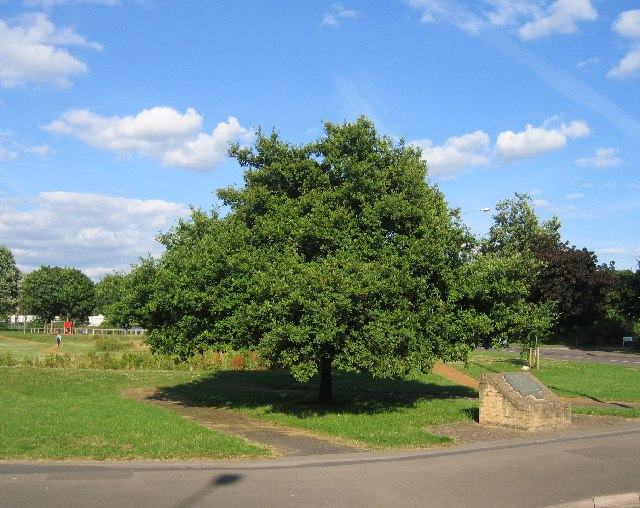
El Midland Oak actual, replantado en 1988

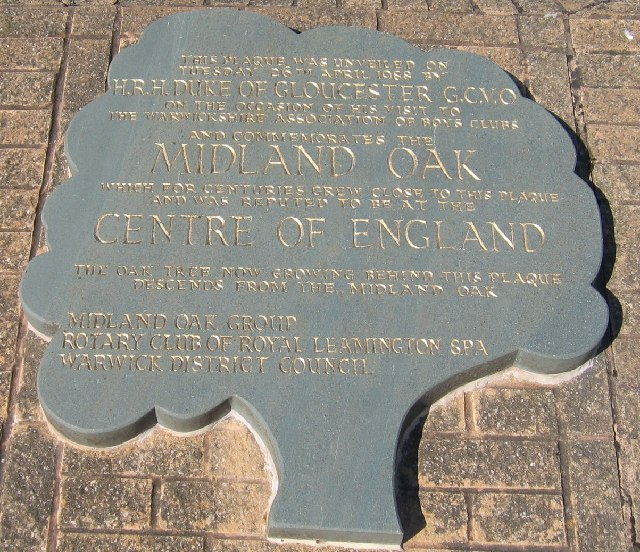
La placa existente junto al árbol

El Midland Oak era un roble que crecía en Leamington Spa, Warwickshire, cerca del límite de Lillington, en el cruce de Lillington Road y Lillington Avenue. 
Una placa cercana colocada en 1988 afirma que el Midland Oak, el viejo roble original de siglos de antigüedad, era popularmente conocido porque se consideraba que marcaba el centro geográfico de Inglaterra.
El árbol actual fue plantado alrededor de 1988, crecido de una bellota salvada en 1967 cuando el árbol viejo, que había muerto, fue cortado.
El árbol sobrevivió a las extensas obras realizadas en 2002, cuando se sacó a cielo abierto un arroyo subterráneo, el Bins Brook, y se creó una cuenca de desbordamiento para evitar la inundación de las casas cercanas.